# Lithobates vaillanti
Espèce
Synonymes
- Rana vaillanti Brocchi, 1877
- Rana bonaccana Günther, 1900
- Rana brevipalmata rhoadsi Fowler, 1913
- Rana palmipes hoffmanni Müller, 1924

Statut de conservation UICN

 LC  : Préoccupation mineure
Lithobates vaillanti est une espèce d'amphibiens de la famille des Ranidae.

## Répartition
Cette espèce se rencontre du niveau de la mer jusqu'à 750 m d'altitude :
- dans le sud du Mexique dans le Veracruz, dans l'État d'Oaxaca et au Chiapas ;
- au Guatemala, au Belize, au Honduras, au Nicaragua, au Costa Rica, au Panamá ;
- en Colombie le long du Pacifique et dans la vallée du río Magdalena et en Équateur.

## Description
Lithobates vaillanti mesure de 67 à 94 mm pour les mâles et de 76 à 125 mm pour les femelles. Les têtards mesurent jusqu'à 80 mm.

## Étymologie
Cette espèce est nommée en l'honneur de Léon Vaillant.

## Publication originale
- Brocchi, 1877 : Sur quelques Batrachiens RANIFORMES et BUFONIFORMES de l'Amérique Centrale. Bulletin de la Société Philomathique de Paris, sér. 7, vol. 1, p. 175-197 (texte intégral).